# Molino von Kluck
Molino von Kluck, auch Alexandra Molino, eigentlich Hildegard Alexandra von Kluck (* 13. Mai 1911; † 26. März 1934 bei Bordeaux) war eine deutsche Schauspielerin und die Enkelin des deutschen Militärstrategen Alexander von Kluck.

## Leben

### Familie
Sie entstammte dem deutschen Adelshaus von Kluck. Ihr Vater war Leutnant zur See a. D. Karl Egon von Kluck (gefallen am 28. Januar 1915 in Westflandern), Sohn von Alexander von Kluck, einem preußischen Generaloberst, welcher zu Beginn des Ersten Weltkriegs für das Scheitern des Schlieffenplans mitverantwortlich gemacht wurde. Sie bekam schon früh den Kosenamen „Mulino“ bzw. „Molino“, den sie später als Künstlernamen beibehielt.

### Karriere
Molino von Kluck schlug eine Schauspiellaufbahn ein und spielte zunächst Theater. So war sie zum Beispiel in den Stücken Die Wunderbar und Der Mustergatte sehen. 1929 kam sie zum deutschen Film und war bis zu ihrem Tod in einer Reihe meist volkstümlicher Filme zu sehen, u. a. in Die lustigen Weiber von Wien (1931, Regie: Géza von Bolváry).

### Tod
In der Nacht vom 26. zum 27. März 1934 kam sie auf der Reise zu ihren Großeltern nahe Bordeaux bei einem Autounfall ums Leben.

## Filmografie
- 1929: Engel im Séparée (Regie: Ernö Mayer)
- 1930: Liebeskleeblatt (Regie: Max Nosseck)
- 1930/31: Die lustigen Weiber von Wien (Regie: Géza von Bolváry)
- 1931: Der Raub der Mona Lisa (Regie: Géza von Bolváry)
- 1931: Der Schlemihl (Regie: Max Nosseck)
- 1934: Wir parken, wo es uns gefällt (Regie: Edgar Beyfuß)